# Ladislav Helge
Ladislav Helge (ur. 21 sierpnia 1927 w Pradze, zm. 31 stycznia 2016 tamże) – czeski reżyser i scenarzysta.

## Biografia
Urodzony w 1927 w Pradze w rodzinie rzemieślniczej. Po ukończeniu szkoły średniej, gdzie jego nauczycielem języka ojczystego był czeski pisarz František Křelina, bezskutecznie próbował dostać się na Wydział Filmowy i Telewizyjny Akademii Sztuk Scenicznych w Pradze. 1945-49 – pracownik praskiego archiwum filmowego; 1949-57 – asystent reżysera. W 1957 roku debiutował jako reżyser filmem, który burzył socrealistyczny hurrapatriotyzm dominujący w dotychczasowym kinie rodzimym. Jego kolejne filmy: Wielka samotność z 1959 i Pierwszy dzień mojego syna z 1964 (uznawany za obraz nurtu „Czechosłowackiej Nowej Fali”) oraz Wstyd z 1967, po stłumieniu Praskiej Wiosny zostały uznane za antypaństwowe. Tuż po tym został objęty zakazem pracy w swoim zawodzie i w latach 70. zmuszony był pracować jako urzędnik pocztowy w Koszycach. 1977-92 scenarzysta teatru Laterna magika. W połowie lat 90. był rektorem FAMU-u. Od 1965 roku był wiceprzewodniczącym Związku Czechosłowackich Artystów Filmowych i Telewizyjnych (FITES), a w l. 1969-70 (aż do jego likwidacji) pełnił funkcję jego przewodniczącego. Był nim ponownie od 1990 roku po upadku komunizmu, jednak do tworzenia filmów już nigdy nie powrócił. W swojej dziedzinie uważał się za samouka, za swojego mentora i mistrza mając Jiříego Krejčíka.
Zmarł po długiej chorobie w jednym z praskich szpitali.
Był laureatem prestiżowej nagrody im. Vladislava Vančury za całokształt twórczości i moralny wkład w czeską kinematografię.

## Filmografia
- 1967 Wstyd
- 1964 Skrupuły
- 1963 Bez svatozáře
- 1962 Pierwszy dzień mego syna
- 1962 Biały obłok
- 1961 Jarní povětří
- 1959 Velká samota
- 1957 Osamotniony

## Opinie
Jak zauważa czeska publicystka Alena Prokopová, Helge urodził się dokładnie (co do dnia) 41 lat przed inwazją wojsk Układu Warszawskiego na Czechosłowację. Siedem filmów, które stworzył w ciągu dziesięciu lat swojej twórczej działalności, bazowało na „proreformatorskim” przekonaniu ich twórcy, że służba systemowi oznacza jego krytykę. Paradoksalnie, błędność tego przeświadczenia stała się przyczyną zakończenia jego kariery filmowej i odsunięcia przez władze od tworzenia filmów.
Jak pisały po jego śmierci Divadelní noviny „Ladislav Helge miał okazję nakręcić tylko siedem filmów, ale z każdym filmem osiągnął coś, czego niektórzy reżyserzy nie osiągną w ciągu kilkudziesięciu lat”.
Sam Helge szczególnym sentymentem darzył swój ostatni film – Wstyd, uważany za jego najważniejsze dokonanie dramat psychologiczny o Praskiej Wiośnie.